# LG G5
LG G5是LG電子開發的Android智慧型手機。 在2016年世界移動大會上宣佈為LG G4的繼任者。 延續了G4的可換電池，但G5與前代G4有很大的差別，像是鋁製底盤和模組化，並且由提供許多功能的模組可以替換（例如相機模組或具有DAC的模組）。另外模組化配件無法熱插拔，同期最大的競爭對手為三星Galaxy S7、Sony Xperia X Performance、HTC 10。還有後來有出支援4G網路3載波聚合的G5 Speed。

## 技術規格
- 後置攝像頭：1600萬像素光學防手震鏡頭(f/1.8)+800萬像素雷射自動對焦廣角鏡頭(f/2.4)
- 前置攝像頭：800萬像素
- 內存：4GB RAM
- 存儲：32GB
- 電池：2800mAh
- 尺寸：5.3寸
- 處理器：高通驍龍820
- 操作系統：Android 6.0.1 Marshmallow可升級至Android 8.0 Oreo
- 重量：159克
- 螢幕：2K 2560*1440 IPS LCD 554ppi